# Picot garser de Darjeeling
El picot garser de Darjeeling (Dendrocopos darjellensis) és una espècie d'ocell de la família dels pícids (Picidae) que habita la selva humida de les muntanyes del nord-est i est de l'Índia, sud-est del Tibet, sud-oest de la Xina, oest i nord-est de Myanmar i nord del Vietnam.